# Médiathèque José-Cabanis
Pour les articles homonymes, voir José Cabanis et Cabanis.
La médiathèque José-Cabanis est une médiathèque à Toulouse. Elle se trouve au cœur du quartier Marengo et occupe une partie de l'Arche Marengo, un immeuble aux allures monumentales, construit à l'emplacement de l'ancienne école vétérinaire de Toulouse, démolie en 1965, et conçu par le cabinet d'architecture de Jean-Pierre Buffi associé au cabinet d'architecture toulousain Séquences et Architectes Associés. La médiathèque est ouverte depuis 2004, sa réalisation date de 2002-2003.

## Projet architectural

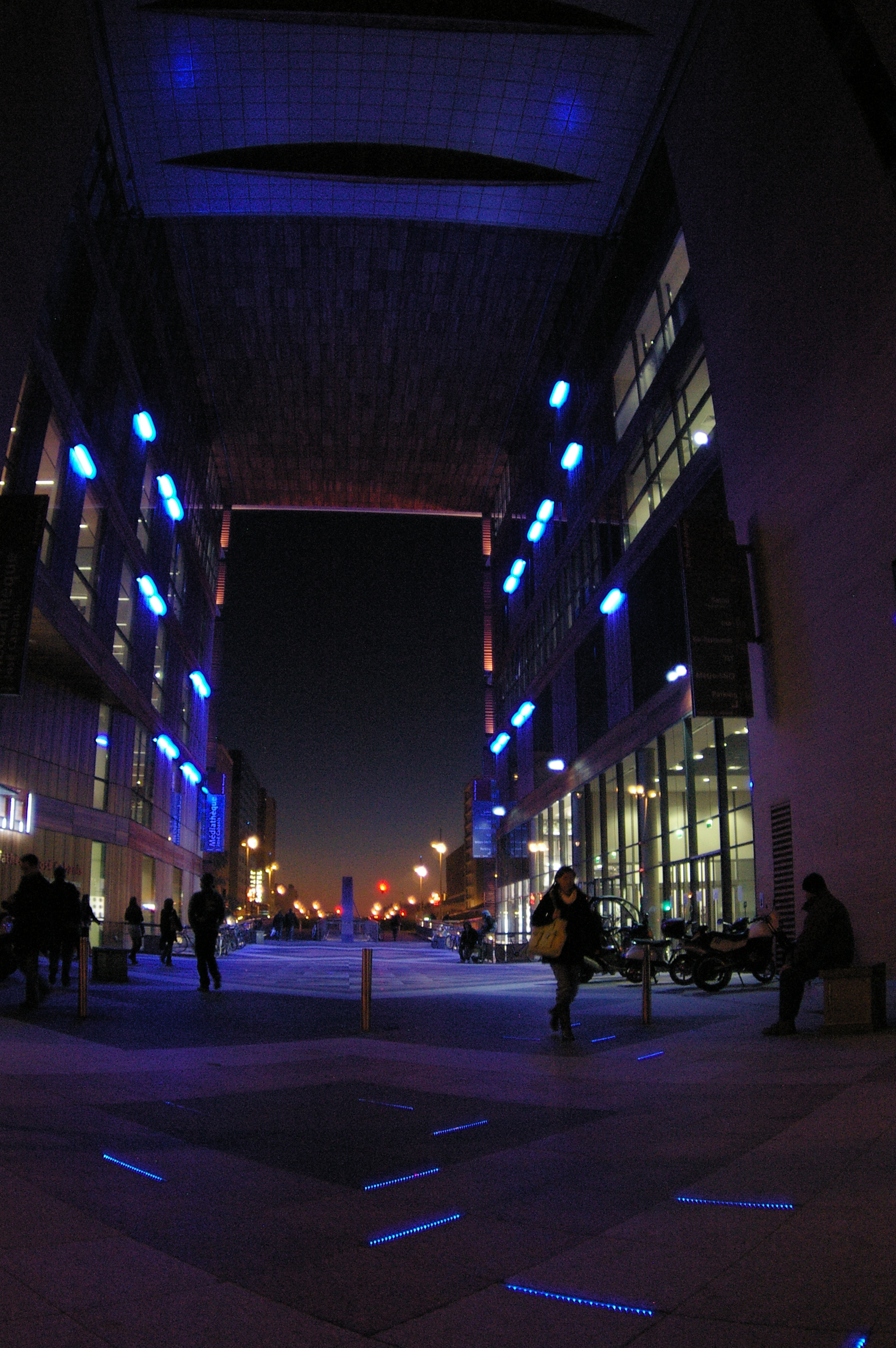
Sous l'arche de la médiathèque

En forme d’arche, le bâtiment affirme l’axe de l’avenue en face de laquelle il se trouve en laissant visible une partie de la perspective que l’on percevait avant la construction sur l’avenue Georges Pompidou. Les deux volumes qui composent les colonnes de cette arche asymétrique ont des vocations différentes : celui de droite, plus large, accueille la médiathèque tandis que celui de gauche renferme des locaux commerciaux et tertiaires où l’on trouvait les studios de TLT, chaîne télévisée locale et l’ENSA (École nationale supérieure d’audiovisuel) et des services de Toulouse Métropole. Les deux volumes sont reliés dans les airs par un belvédère qui offre un panorama sur la ville et répond à la place Wilson, à l’autre extrémité de l’avenue Jean-Jaurès. Chaque bloc est aussi connecté sous terre à un réseau par lequel on peut accéder à la plate-forme de transports de la ville : la gare de trains, de bus locaux et régionaux et le métro. L’entrée de l’arche est barrée par un jardin en pente qui descend jusqu’au niveau métro pour donner de la lumière à la bibliothèque pour enfants, mais une passerelle entretient la continuité de la rue et permet d’accéder aux entrées du bâtiment situées sous l’arche. Les façades avant et arrière sont couvertes de verre sur lequel viennent se superposer des pare-soleil constitués de bandes en terre cuite. En plus de leur fonctionnalité de régulation thermique, ces panneaux ont pour but de rythmer la façade et de reproduire la couleur des toits et des murs de la ville en brique rouge, qui lui a valu le surnom de « ville rose ».
À l’intérieur, un puits creusé sur les quatre premiers étages et le sous-sol confère au bâtiment une hauteur appréciable. Chaque étage est relié par un grand escalier en spirale dont la forme hélicoïdale vient appuyer l’effet de verticalité. À chaque étage est attribué un thème : 
- rez-de-jardin : enfance et petite enfance, espace multimédia ;
- rez-de-chaussée : accueil, prêt/retours et actualités ;
- 1er étage : société, civilisation, science et loisirs ;
- 2e étage : adolescence, langues et littérature ;
- 3e étage : art, cinéma, musique et publics empêchés.

## Projet urbain

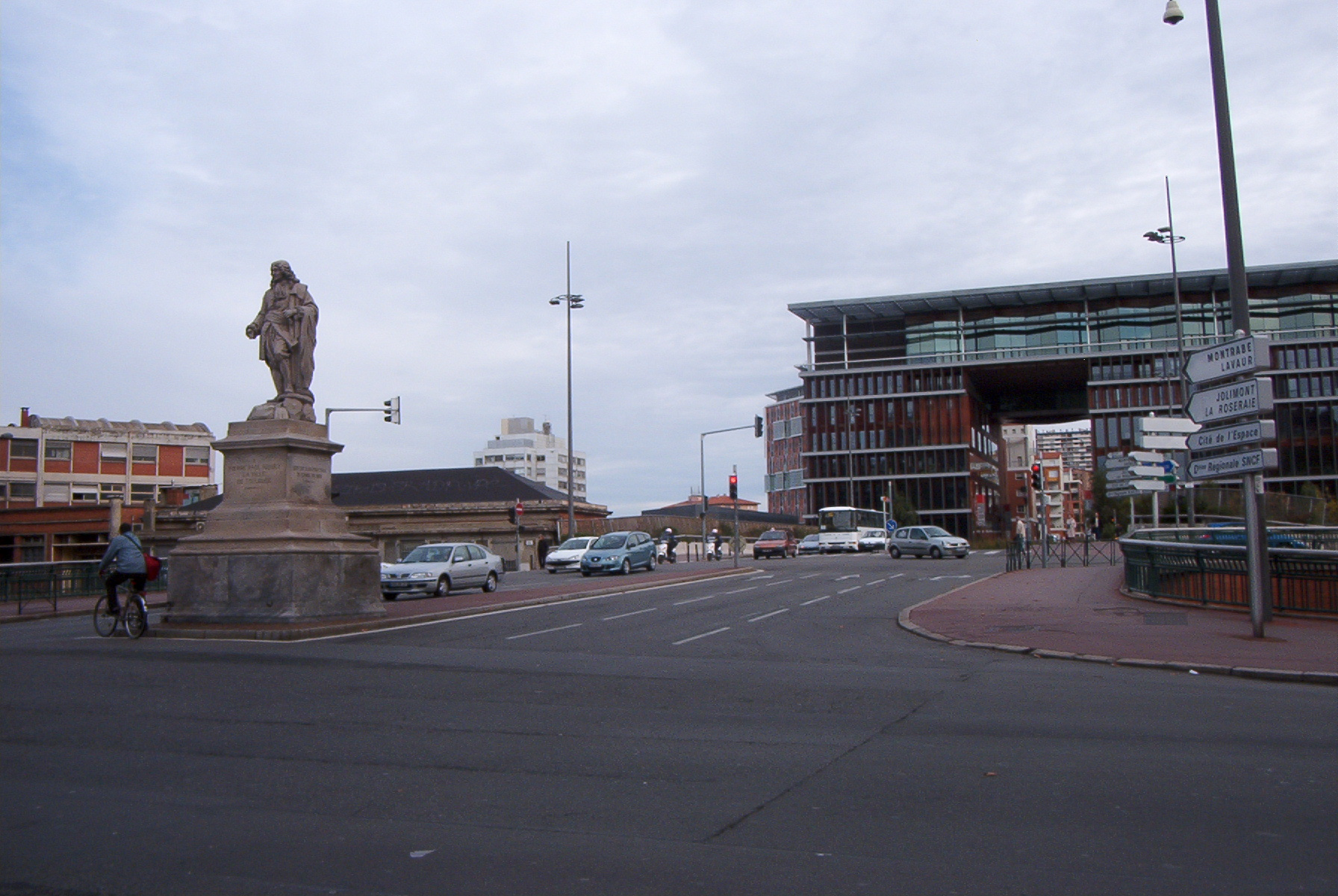
Extérieur de la médiathèque

La médiathèque veut être le symbole du renouveau du quartier. Comme dans de nombreuses villes de France (Bordeaux, Marseille, Nantes...), le quartier de la gare est resté traditionnellement pauvre et, comme dans de nombreuses villes de France, on veut le réhabiliter. La médiathèque fait partie de ce projet qui comprend aujourd’hui la première ligne de métro, l’arrivée du TGV dans la ville, les immeubles de l’îlot Marengo, et qui a pour objectif de faire du quartier Marengo le nouveau pôle urbain de la ville. Derrière chaque pilier de l’arche, des logements ont été construits, l’ensemble est inscrit dans un rond-point qui sépare les allées Jean Jaurès de l'avenue Georges Pompidou, et est à l’image de cet endroit de la ville : une intersection entre la banlieue et le centre-ville, le métro et le train, le canal et les bus… Le rez-de-chaussée est occupé par des locaux commerciaux, dans le but de redonner vie à la rue, et de permettre un lien entre les côtés de la rue. Au-dessus, les immeubles de 8 étages répondent à la volonté des autorités de densifier la ville, qui connaît des problèmes liés à la prolifération des maisons pavillonnaires de banlieue.
De plus, le site est accessible en métro, à la station Marengo – SNCF.

## Projet culturel
La Médiathèque est une Bibliothèque municipale à vocation régionale (BMVR), un programme initié par l'État pour financer la construction de bibliothèques centrales modernes dans douze grandes villes de France. Elle est installée dans un secteur qui ne possédait pas de centre culturel, bibliothèque ou autre MJC, et comble le vide ressenti par les habitants du quartier.  
De plus, la Médiathèque a été construite par la mairie de Toulouse pour répondre aux besoins  grandissants de la ville en matière de culture et de sport. Depuis la fin des années 1990, la rénovation du Stadium, le Zénith de Toulouse, le Salon des expositions, le Théâtre national de Toulouse (TNT), la Cité de l'espace et d’autres ont ainsi été construits. Grâce à toutes ces dépenses ainsi qu’à d’autres efforts, la ville espérait devenir Capitale européenne de la culture en 2013 mais finalement ce fut Marseille qui obtint le titre.
Enfin, la totalité de la médiathèque est accessible aux personnes handicapés. Des équipements adaptés sont à la disposition des personnes et ont été installés en tenant compte d’un maximum de pathologies.

## Quelques chiffres
On peut consulter l'ensemble des rapports d'activité sur le site Internet de la Bibliothèque de Toulouse et sur le site de l'ENSSIB
- Surface : 13 500 m2
- Architectes : Buffi, Architectes Associés et Séquences.
- Entrepreneurs : Uffbanque
- Inscrits : 64 265
- Ensemble des collections (estimation) : 400 000 documents
- Hauteur : 35 mètres